# BBBレコード
BBBレコード株式会社（BBB Records Co.,Ltd.）は、日本の音楽ソフト制作会社。
「大阪で生まれた女」のヒット曲を持つ日本のシンガー・ソングライター、BORO(森本尚幸)が設立したレコード会社。

## 概要
BORO自身及び、アーティストのプロデュース、レコーディングを行い、音楽コンテンツの企画・制作、出版管理、CD販売、「ONPU SHOP」内ダウンロード配信コーナーでの配信事業を行っている。
BOROの父親の故郷である兵庫県の出石町(現・豊岡市出石町)の小川のほとりに、仲間と手作りで水車小屋を改造し、スロープで車椅子でも行き来できる音楽スタジオを建て、一時期活動の拠点としていた。また、2004年(平成16年)からは、兵庫県神戸市の有馬温泉の近く、北区道場町の生野高原に新スタジオ「BOROの音符工房」を建て新たな拠点とするなど、自然に恵まれた環境の中で豊かな感性を大切にし、メジャーレーベルとは一線を画した音楽の創作を続けている。
2023年3月31日、法人としての活動を停止。
所属アーティスト
出典
- BORO